# Herb Sławkowa
Herb Sławkowa – jeden z symboli miasta Sławków w postaci herbu.

## Wygląd i symbolika
Herb przedstawia w czerwonej tarczy herbowej Orła Białego o złotym dziobie i ze złotą koroną na głowie. Na piersi orła umieszczono złoty monogram S. W prawej łapie orzeł trzyma złotą wagę, a w lewej dwa skrzyżowane czarne młotki górnicze o złotych trzonkach. 
- Koronowany biały orzeł oraz czerwona barwa tarczy to symbole królewskie, odnoszą się one do faktu, iż Sławków był niegdyś miastem królewskim.
- Monogram S to inicjał nazwy miasta.
- Skrzyżowane młotki (pyrlik i żelazko) to symbol miejscowego górnictwa.

## Historia

Dawny herb Sławkowa

Przed sekularyzacją miasta przez Sejm Czteroletni w 1790 r. w herbie Sławkowa widniała postać św. Stanisława jako biskupa wskrzeszającego Piotrowina. Po sekularyzacji, w latach 1844–1846 ustalony został przez Radę Administracyjną Królestwa Polskiego nowy wzór herbu, przedstawiający orła trzymającego w szponach skrzyżowane górnicze młotki.